# Gigi D’Agostino (album)
A Gigi D'Agostino Gigi D’Agostino 1996-os nagylemeze. Ez volt Gigi D’Agostino első sikeres albuma. A számok között nincs szünet, egymásba olvadnak.

## Számlista
1. Gigi D'Agostino  2:20
2. Emotion  4:02
3. Before  4:04
4. Angel's symphony  4:50
5. Sweetly  6:15
6. Love & melody  2:!0
7. My dream  4:15
8. Strange  3:10
9. Purezza  4:18
10. Fly  4:50
11. Elektro message  2:27
12. Singin'  4:14
13. Free  4:23
14. Gigi's violin  2:53
15. Another theme  5:05
16. Special track  3:18
17. Melody voyager  2:55
18. Harmonic  2:20
19. Song for my future wife  3:30

## Szerzők
01 - 03 & 05 - 19: L. Di Agostino - SFR Music/B. Mikulski Publishing
04: M. Picotto, L. Di Agostino, M. Castrezzati, T. Giupponi & G. Bortolotti - SFR Music/B.Mikulski Publishing

## Közreműködők
- Micky  Generale: gitár (Sweetly)

## Kislemezek
- 1995 Sweetly
- 1995 Fly
- 1995 Melody Voyager
- 1996 New Year's Day
- 1996 Gigi’s Violin & Elektro Message
- 1996 Angel’s Symphony

## Érdekességek
- A lemezen több szám régebbi számok új verziója más címmel: Free (Happily), Another theme (Noise maker theme).